# Andreas Koller (Journalist)
Andreas Koller (* 24. Februar 1961 in Wien) ist ein österreichischer Journalist.

## Leben
Koller begann seine journalistische Laufbahn 1983 als freier Mitarbeiter im innenpolitischen Ressort der Zeitung Die Presse und wurde 1984 im selben Ressort Redakteur. 1985 promovierte er an der Universität Wien zum Dr. phil. in Politikwissenschaft/Publizistik mit der Dissertation zum Thema Konflikt und Konfliktausgleich im Parlament am Beispiel von Nationalrat und Niederösterreichischem Landtag. 1988 wechselte er zur Wiener Redaktion der Salzburger Nachrichten.
Andreas Koller ist Leiter der Wiener Redaktion, Chef des Ressorts Innenpolitik sowie seit 2006 stellvertretender Chefredakteur der Salzburger Nachrichten. Daneben ist Koller auch als Moderator von Diskussionsrunden, Sprecher bei Symposien und in TV-Diskussionen zu Themen des Journalismus und der österreichischen Innenpolitik tätig. Seit 2014 ist Koller Präsident des Presseclubs Concordia. Weiters ist er Senatssprecher des Österreichischen Presserates und Vorstandsmitglied des Kuratoriums für Journalistenausbildung. Den Publizistikbeirat des Verbands Österreichischer Zeitungen (VÖZ) leitet er als Vorsitzender. Koller war langjähriger Vorsitzender der Initiative Qualität im Journalismus und der Vereinigung der Parlamentsredakteurinnen und -redakteure. Im Herbst 2016 hatte er die Theodor-Herzl-Dozentur für die Poetik des Journalismus inne.
Im Februar 2025 gaben die SN bekannt, dass Koller mit 1. Juli 2025 die Innenpolitik-Ressortleitung an Maria Zimmermann und Marian Smetana übergeben, weiterhin aber als innenpolitischer Chefkommentator aktiv bleiben werde. Dieser personelle Wechsel erfolgt gleichzeitig mit der Übergabe der Chefredaktion von Manfred Perterer an Karin Zauner.

## Auszeichnungen
Im Jahr 2000 erhielt Koller den Kurt-Vorhofer-Preis für publizistische Leistungen im Bereich der politischen Berichterstattung. 2007 wurde er mit dem erstmals verliehenen Österreichischen Verfassungspreis geehrt. 2005, 2007, 2008, 2010, 2012, 2013, 2014, 2016, 2017 und 2019 wurde er vom Branchenblatt Der Österreichische Journalist als „Innenpolitikjournalist des Jahres“ geehrt. 2010 wurde er als Gewinner der Gesamtwertung überdies „Journalist des Jahres“. 2012 wurde Koller mit dem René-Marcic-Preis des Landes Salzburg ausgezeichnet. 2021 wurde ihm der Berufstitel Professor verliehen.